# Palacio de Weesenstein
El Palacio de Weesenstein (en alemán Schloss Weesenstein) es un Schloss localizado en Weesenstein, una pequeña localidad, parte de Müglitztal en el valle del río Müglitz, a unos 3 km al sur de Dohna en Sajonia, Alemania.

## Historia
Un castillo fue erigido ahí en torno a 1200, construido con el propósito de defender la frontera del Reino de Bohemia; fue mencionado en fuentes escritas por primera vez en 1318. La parte más antigua del actual visible castillo es su torre redonda central, erigida en torno a 1300. El castillo fue construido para los burgraves de Dohna; el burgraviato fue incorporado al Margraviato de Meissen en 1400 y en 1406 el castillo fue transferido por el margrave a la familia von Bünau en gratitud por su apoyo en la disputa de Dohna. La familia Bünau transformó el castillo defensivo en un castillo palaciego (Schloss) residencial en 1526-1575, y las sucesivas generaciones ampliarían y construirían el Schloss por etapas. Continuó siendo la principal sede de la familia por unos 350 años. Como consecuencia de la Guerra de los Siete Años de 1756-1763 la familia no obstante perdió una parte sustancial de su riqueza y tuvo que separarse, pasando subsiguientemente el castillo a manos de la familia von Uckermann. La familia Uckermann poseyó el castillo durante dos generaciones y continuó el proceso de embellecimiento de la propiedad, al igual que el jardín.
A partir de 1830, el Schloss fue utilizado por los gobernantes de Sajonia, la Casa de Wettin. Algunos miembros de la familia real vivieron en el castillo, incluyendo tres reyes: Antonio I de Sajonia, Juan I de Sajonia y Jorge I de Sajonia. Después de la I Guerra Mundial, el castillo fue vendido y en 1933 se convirtió en la sede de una asociación para la protección de la herencia de Sajonia (en alemán: Landesverein Sächsischer Heimatschutz). Durante la II Guerra Mundial, el castillo fue utilizado para salvaguardar la mayoría de las colecciones del Kupferstich-Kabinett (Colección de Impresos, Dibujos y Fotografías) del Staatliche Kunstsammlungen Dresden o Colecciones de Arte del Estado de Dresde. A causa de esto, el castillo y su contenido se salvaron de la destrucción durante el bombardeo de Dresde de la II Guerra Mundial. Después de la guerra, el castillo fue utilizado para albergar refugiados antes de que fuera tomado el control por el estado. En la actualidad pertenece a la compañía de propiedad estatal Palacios, Castillos y Jardines del Estado de Sajonia (en alemán: Staatliche Schlösser, Burgen und Gärten Sachsen). Alberga un museo y 35 de las habitaciones del castillo están abiertas al público.

## Arquitectura
El conjunto visible en la actualidad es el producto de siglos de desarrollo y reconstrucción. El castillo es así una mezcla de estilos, que varían de la arquitectura gótica a la arquitectura clásica. El portal principal, construido en 1575, es considerado uno de los portales renacentistas más valiosos en Sajonia. El Schloss es construido sobre una roca con plantas descendiendo desde la torre redonda medieval central (con su aguja del siglo XVIII). En total, el castillo tiene ocho plantas. El castillo contiene alrededor de 200 habitaciones en total. La capilla barroca, descrita como "el punto culminante arquitectónico y artístico de todo el castillo", se cree que fue diseñada por Johann George Schmidt. Un jardín formal permanece adyacente al castillo. Un jardín inglés, uno de los primeros en ser creados en Sajonia (c. 1780), se ha desarrollado.

## Galería

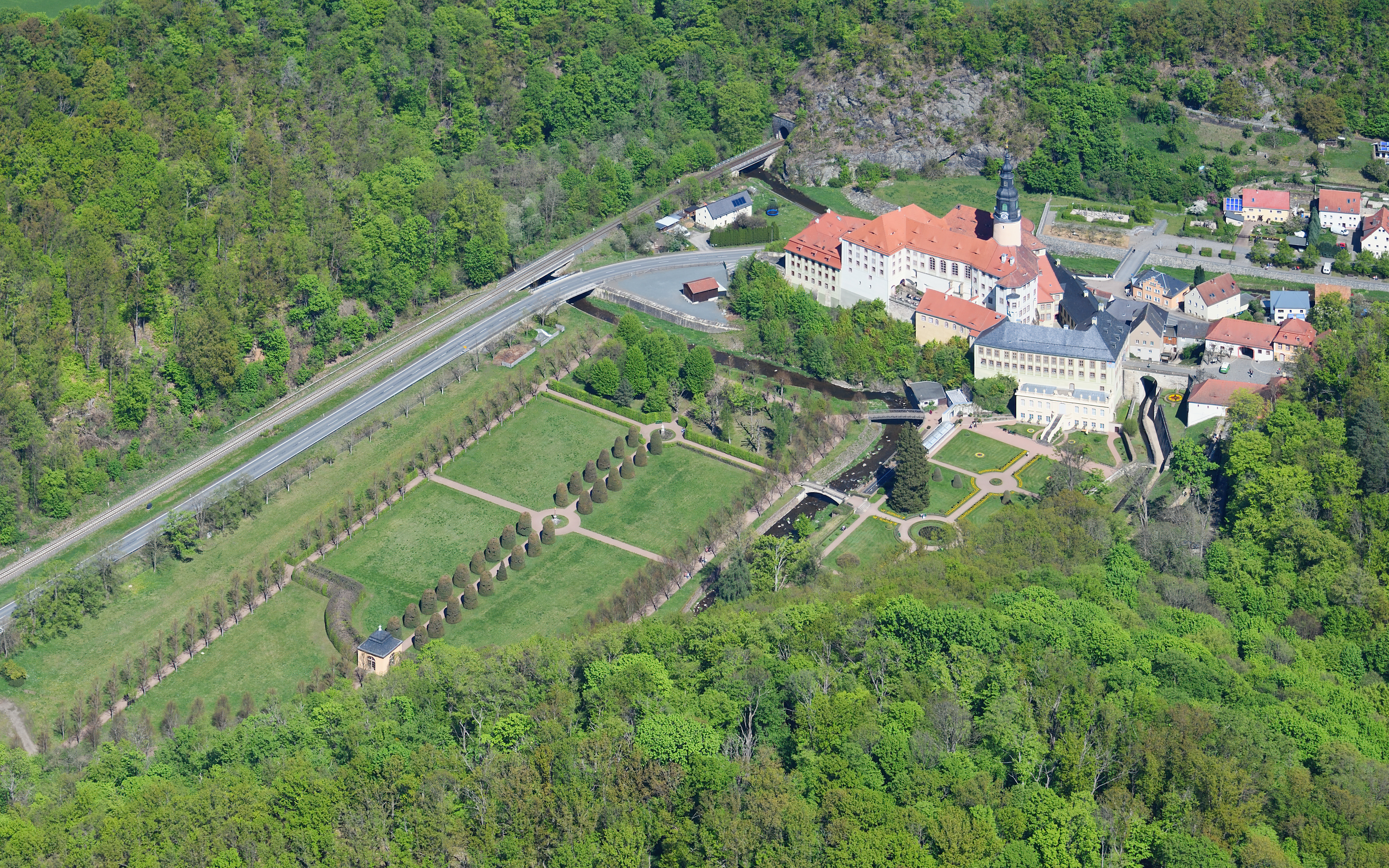
Vista aérea
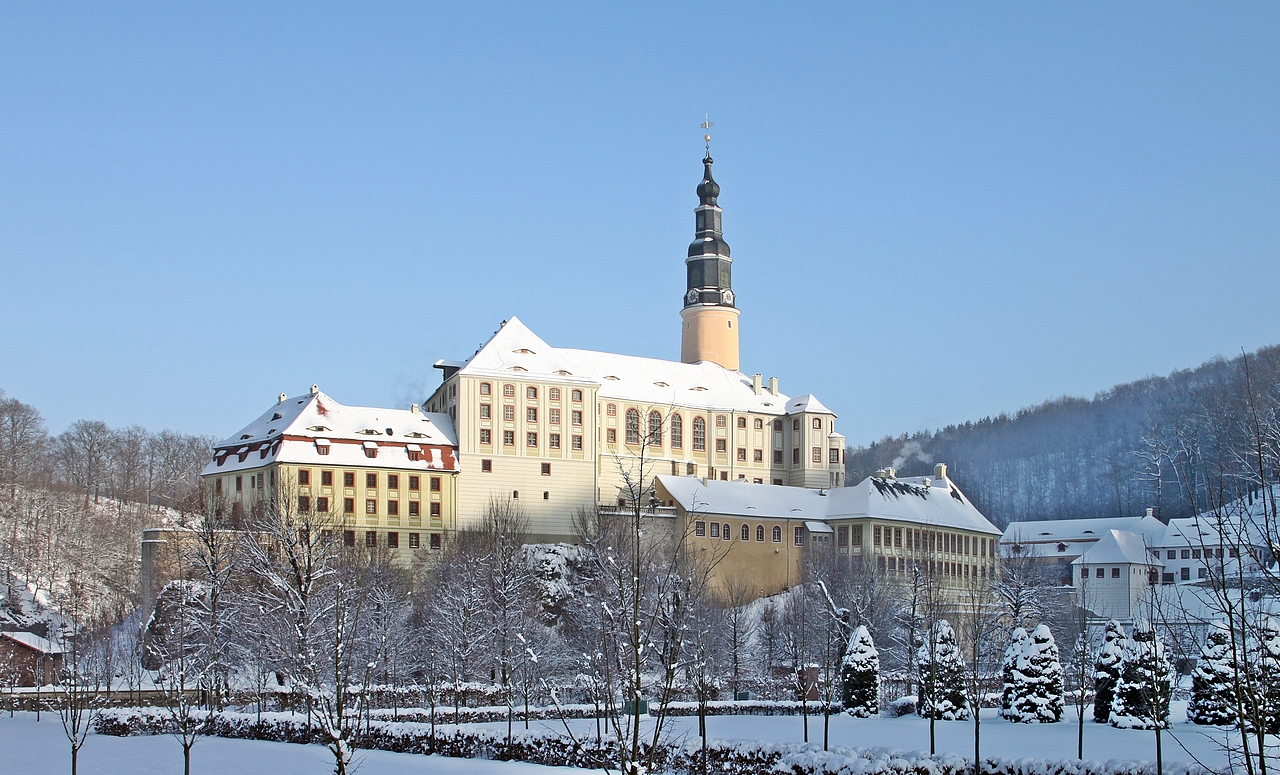
Vista del Schloss desde la distancia.
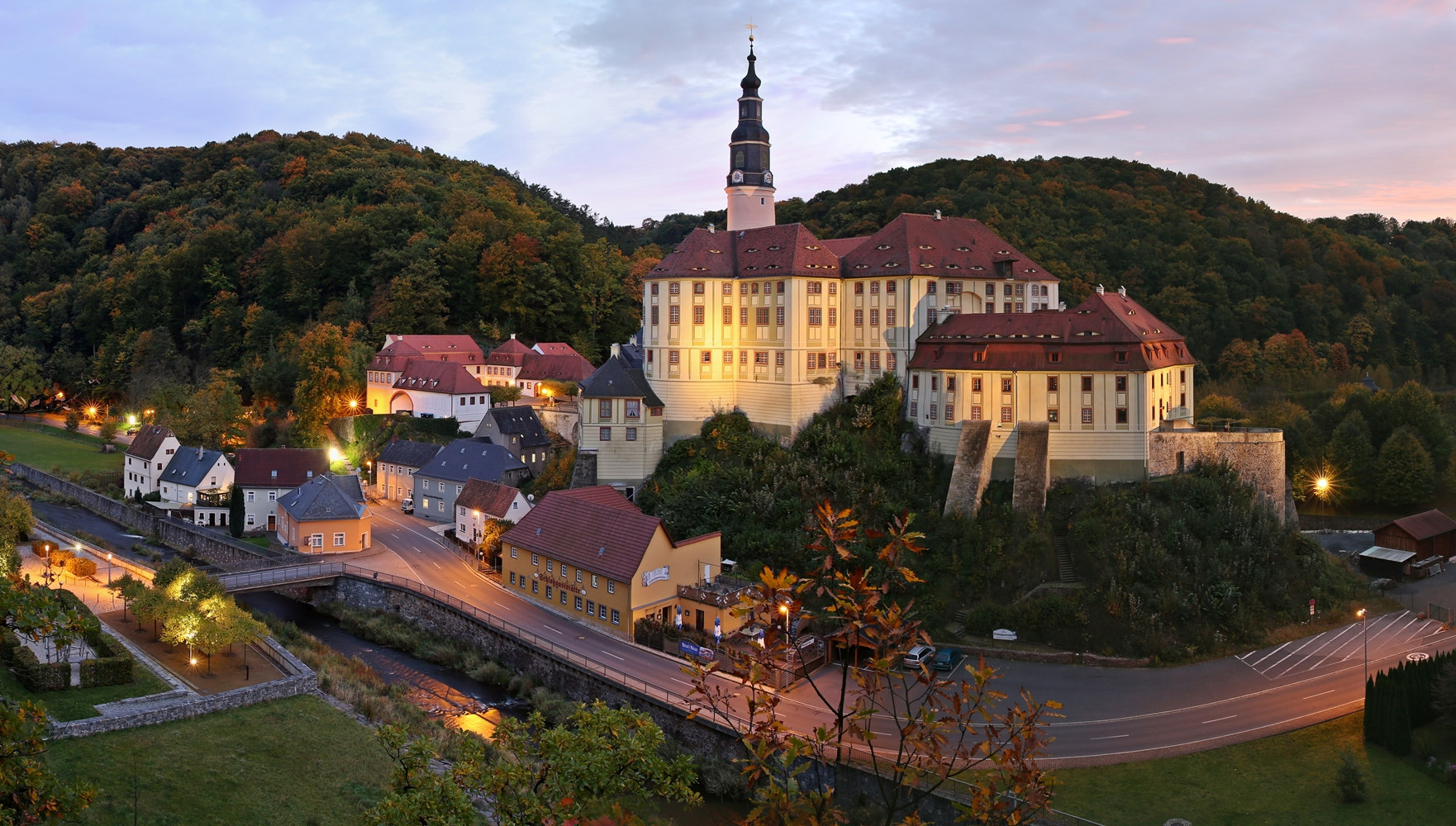
Vista desde el norte.
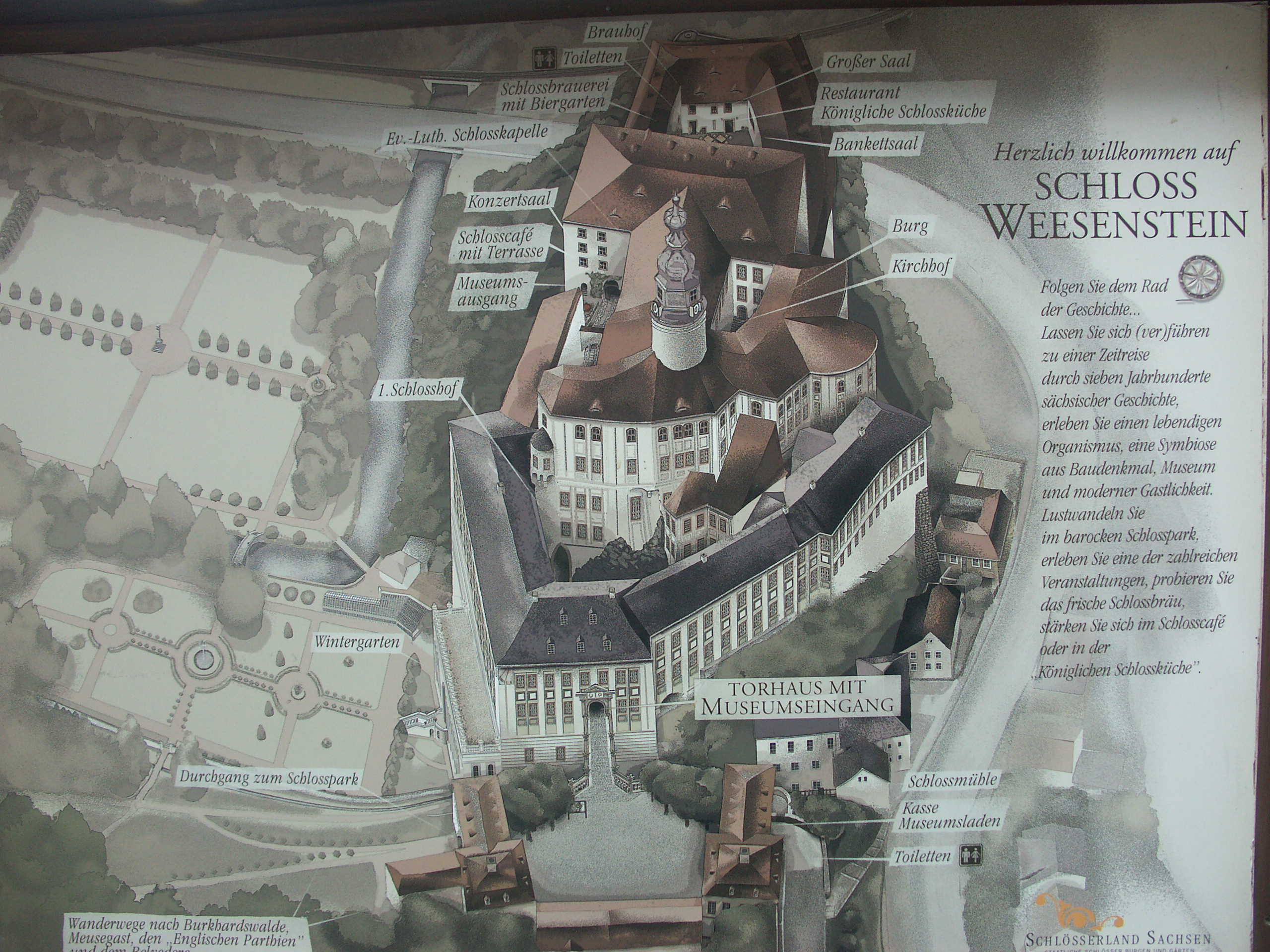
Diseño general del Schloss.
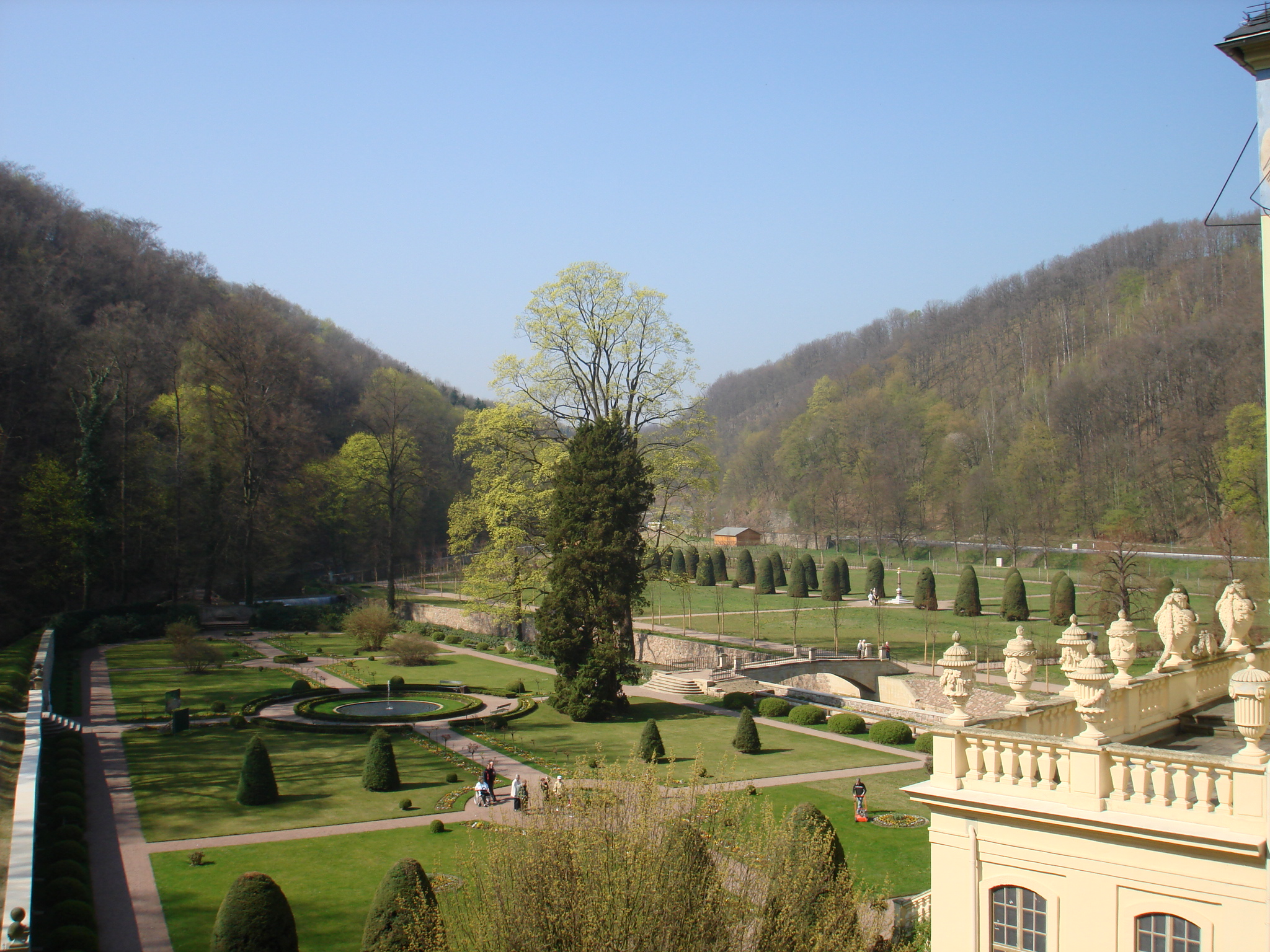
Jardines formales del Schloss.
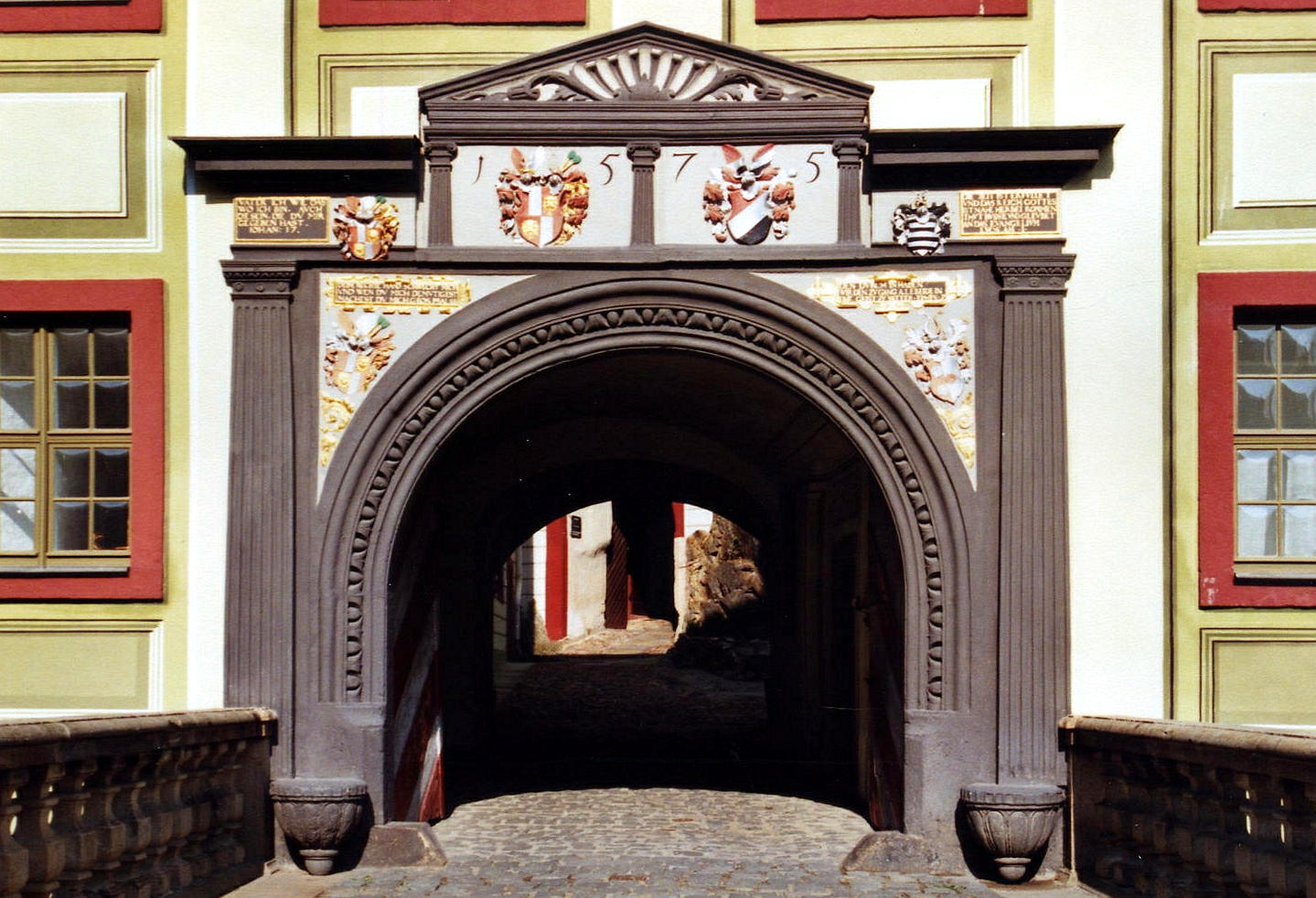
El portal principal (renacentista).
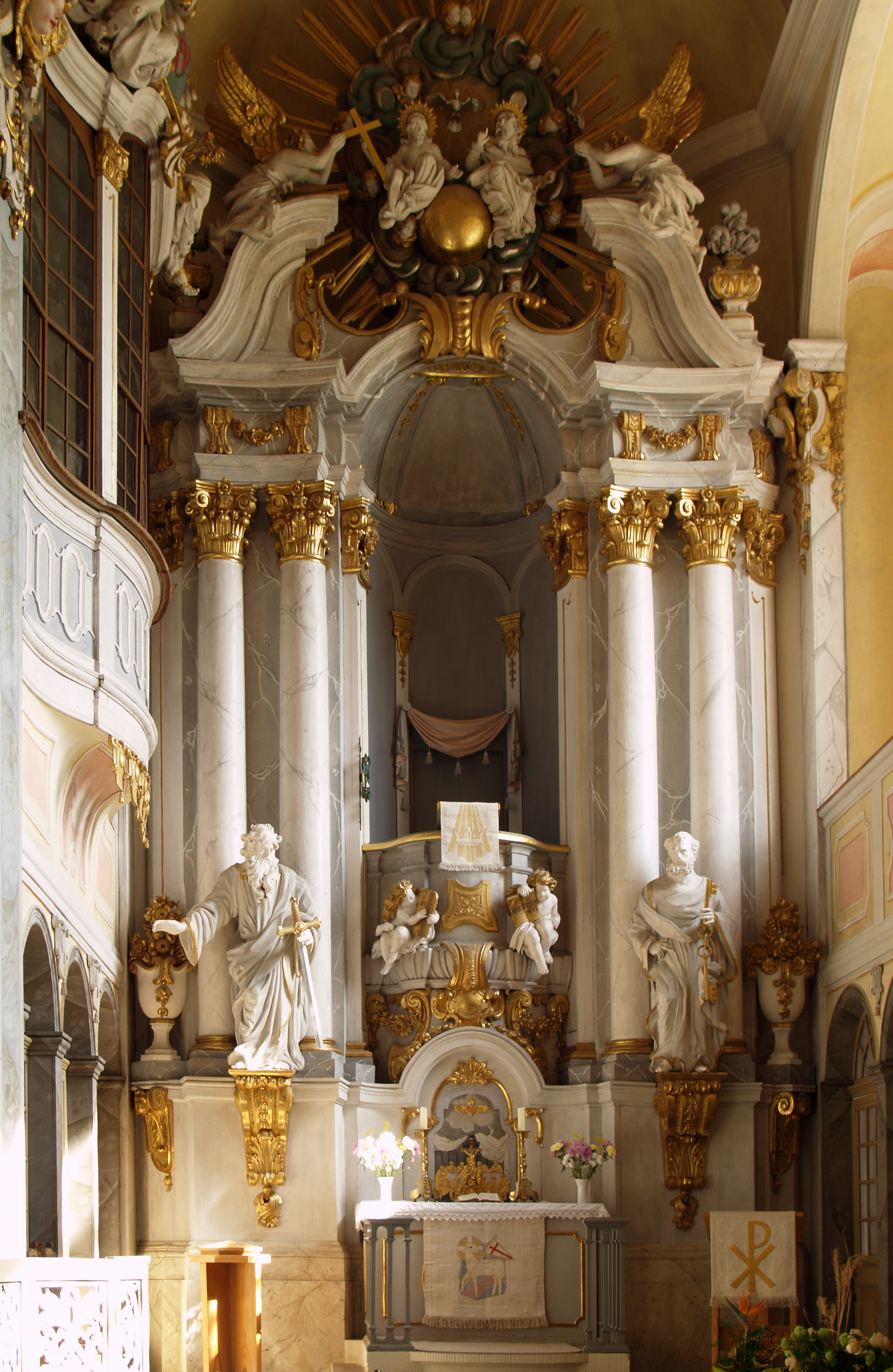
La capilla.